# CKY (seria filmów)
Seria filmów CKY – filmy wyprodukowane przez Bama Margerę, Brandona DiCamillo i innych mieszkańców West Chester w stanie Pensylwania. Do tej pory zostały wydane cztery filmy: Landspeed presents: CKY (później nazwane CKY), CKY2K, CKY 3, i CKY4: The Latest & Greatest. Istnieje również "dokumentalne" DVD, które jest uzupełniającym elementem trudno dostępnego "Box setu" CKY. Nazwa filmów pochodzi od nazwy zespołu muzycznego Jessa Margery – brata Bama (zobacz grupa muzyczna CKY). "CKY" oznacza "Camp Kill Yourself" (Obóz samobójców).
Filmy przedstawiały Bama Margerę, Brandona DiCamillo, ich przyjaciół i krewnych Bama wykonujących różne wyczyny i żarty. W przerwach między numerami pokazywany był materiał skateboardingowy w wykonaniu Margery i innych profesjonalistów. CKY narodziło się, kiedy Bam i jego przyjaciele byli w tej samej klasie w East High School w West Chester. Zamiast chodzić na zajęcia, woleli filmować skecze. Ostatecznie mieli tyle materiału z własnymi wyczynami, że postanowili zrobić z tego kompilację wideo.

## CKY Crew
Oprócz Margery i DiCamillo, głównymi członkami Ekipy CKY są: brat Bama – Jess Margera, Ryan Dunn, Chris Raab (później nazywany Raab Himself) i Rake Yohn (prawdziwe nazwisko Ted Webb). Zaangażowanie Jessa w tworzenie wideo stawało się coraz bardziej ograniczone z powodu rosnącej popularności zespołu CKY. Trasy koncertowe oraz nagrywanie nowych utworów zajmowały większość jego czasu.
W pierwszym filmie oprócz ekipy CKY wystąpili również: The Gill (Ryan Gee), Mike Maldonado, Chris Aspite "Hoofbite" i Kerry Getz. Ojciec Bama, Phil Margera, również wystąpił w filmie, jednak nie został wymieniony. W drugiej części wystąpił David Decurtis "Naked Dave" oraz była dziewczyna Bama, Jenn Rivell. Wystąpiła w nim również matka Bama, April Margera, ale nie została wymieniona. W CKY3 Chris Raab został nazwany Raab Himself, wystąpili w nim również: Tony Hawk, Brandon Novak oraz członkowie zespołu CKY: Deron Miller i Chad Ginsburg. Wujek Bama, Vincent Margera "Don Vito", wystąpił w czwartej części.
Dzięki tym filmom Bam i jego przyjaciele zostali zauważeni przez Jeffa Tremaine’a, który wciągnął ich do obsady Jackassa, emitowanego później przez trzy sezony na antenie MTV. Większość numerów w Jackassie z udziałem ekipy CKY została wzięta z wcześniej wydanych filmów CKY lub została nagrana w West Chester, podczas gdy reszta ekipy Jackass nagrywała numery w Los Angeles. Kolejny program kanału MTV zatytułowany Viva la Bam pokazywał Margerę i jego ekipę znęcających się nad rodziną Bama i siejących spustoszenie w West Chester i na świecie.

## CKY
Landspeed presents: CKY – pierwszy film CKY, który został wydany 1 marca 1999 roku. Nazwa Landspeed pochodzi od Landspeed Wheels, która należała do firmy Tum Yeto Inc., robiącej kółka do deskorolek i ubrania w latach 1998−2000. Nazwa CKY pochodzi od nazwy zespołu muzycznego Jessa Margery. Film pokazuje losowy wybór niskobudżetowych wyczynów kaskaderskich domowej roboty, żartów, wulgarnego zachowania oraz skateboardingu. Landspeed pierwotnie był producentem filmu, zezwalając Bamowi na dystrybucję. Margera odkrył jednak, że Tod Swank, właściciel Tum Yeto, go oszukuje. Z tego powodu Bam opuścił Toy Machine i zabrał film Landspeed presents: CKY ze sobą, wydając go ponownie pod nazwą CKY. To spowodowało, że oryginalna wersja na kasecie VHS stała się bardzo rzadko spotykana. Później w 1999 roku, Bam usunął z napisów początkowych tytuł Landspeed i wszelkie inne odniesienia, natomiast na tylnej okładce napisał "Film Bama Margery, a nie kogokolwiek z Południowej Kalifornii" ("A film by Bam Margera and not by anyone from Southern California"). Landspeed Wheels został później zlikwidowany, uznano go za kompletną porażkę.

### Różnice między wersją VHS i DVD
- Zostały usunięte prawa autorskie, ponieważ miały odniesienia do Tum Yeto.
- Usunięto tytuł Landspeed z napisów początkowych
- Scena, w której Brandon DiCamillo biegał wokół parady świątecznej, przebrany za Świętego Mikołaja, ponieważ prawdziwy Mikołaj się spóźniał. Nikt na paradzie, oprócz Bama i jego ekipy, nie wiedział, że Brandon nie był zaangażowany w paradę.

## CKY2K
CKY2K, drugi film z serii CKY, wydany 22 maja 2000 roku. Pokazano w nim podróż na Islandię, numer z wypożyczalnią samochodów, grę w baseball, "Bran's Freestyle" i inne akcje ekipy. Oprawę muzyczną filmu stanowiły wczesne wersje piosenek "Flesh into Gear" i "Sporadic Movement" zespołu CKY oraz utwory wielu innych artystów, takich jak Rammstein, Björk (sceny na Islandii), Orbital oraz Aphex Twin.
Pod koniec filmu znajdowała się scena z chłopakiem, który pokazał się nago przed restauracją. W filmie wytłumaczeniem tej sceny było zdanie: "tak się dzieje, jeśli powiesz Bamowi, że możesz zrobić wszystko, aby być w CKY" ("this is what happens when you tell Bam you'll do anything to be in CKY"). W 2003 roku, rodzice chłopaka wnieśli pozew przeciwko MTV. Ostatecznie Sędzia Sądu Okręgowego orzekł, że sceny z jego udziałem "muszą być usunięte z przyszłych wersji" filmu. Ostatecznie CKY2K zostało zaprzestane z powodu (częściowo) problemów z prawami autorskimi (przede wszystkim z Björk).

### Islandia
Podczas pobytu w hotelu, gdzieś na Islandii (hotel na lotnisku), Brandon DiCamillo rozsmarował kał na twarzy Ryana Dunna, w momencie kiedy spał w łóżku. W ramach odwetu Ryan oddał mocz na Brandona, kiedy ten spał na podłodze. Później w samochodzie doszło do kłótni pomiędzy nimi w związku z tym incydentem.
Ekipa wykonywała również różne wyczyny, m.in. jazda po drodze na meblach, które pełniły rolę sanek. Piosenka w tle to Halcyon + On + On zespołu Orbital.

### Wypożyczalnia samochodów
Bam wypożyczył samochód Chevrolet Cavalier po opłaceniu dodatkowego ubezpieczenia. Następnie wykonywał szalone manewry, takie jak wpadanie w poślizg, czy strącanie pachołków. Następnego dnia Rake Yohn zniszczył całkowicie samochód poprzez podpalenie radia, które kompletnie spaliło auto.

### Różnice między wersją VHS i DVD
- Usunięto ostrzeżenia z początku wersji VHS i użyto ich na początku menu DVD.
- Drobna uwaga po zakończeniu "Bran's Freestyle pornographic movements" została usunięta z wersji VHS. Tłumaczono to problemami z pieniędzmi.
- W wersji VHS piosenka podczas końcowych napisów to Disengage The Simulator zespołu CKY. Zawierała ona również kilka filmików po napisach. W wersji DVD końcowe napisy zostały skrócone oraz została zmieniona piosenka na One Last Time zespołu HIM. Zawierała również dodatkowe materiały, m.in. Bam rozkazujący Philowi robienie pompek oraz więcej ślizgania na meblach.

## CKY 3
CKY 3 to trzeci film z serii CKY, wydany 12 lutego 2001 roku. Niedługo po wydaniu Margera i DiCamillo zostali pozwani za scenę bójki z udziałem Mike’a Vallely. Spór został rozstrzygnięty w 2006 roku. To był pierwszy film z serii wycofany z rynku z powodu ograniczeń praw autorskich. Kilku muzyków (lub ich prawnych reprezentantów) było niezadowolonych z użycia przez Margerę ich piosenek bez zgody. To samo stało się również później z CKY2K i boxsetem zawierającego wszystkie trzy części oraz film dokumentalny.

## CKY4: The Latest & Greatest
CKY 4 to czwarty film z serii CKY, wydany 10 listopada 2002 roku. Ma on wyraźną poprawę techniki montażowej w porównaniu z wcześniejszymi częściami. Powodem tego było zwiększenie majątku przez Bama Margerę, co zaowocowało zakupem kamery filmowej i korzystaniem z zaawansowanych placówek montażu filmu. Film zawierał także dużą ilość wcześniej nakręconych materiałów: kilku niewidzianych, kilku rozszerzonych i kilku wycinków z poprzednich części CKY. Materiały te zawierały m.in. scenę z Ryanem Dunnem staczającym się w beczce z dachu i "Don Vito's 50 Shots of Peach Schnapps", gdzie wujek Bama, Vincent Margera, wypija 50 kieliszków brzoskwiniowej wódki (bonusowy materiał).
CKY4 to jedyny ocenzurowany film z serii i jeden z kilku DVD, które były cenzurowane trzy razy.
- DVD zawierało Easter egg, który pokazywał Bama i jego (wtedy) dziewczynę odbywających stosunek płciowy. Scena miała zmienione kolory, aby uniknąć nagości. To nie był pierwszy raz, kiedy filmy CKY miały problem z takiego powodu, jednakże nigdy takie sceny nie były wycinane, aż do połowy 2003 roku.
- W 2002 roku, Brandon DiCamillo i perkusista zespołu CKY, Jess Margera, napisali freestyle'ową piosenkę raperską o tytule Skeletor vs Beastman. Piosenka była o postaciach z Masters Of The Universe – Skeletorze i Beast Manie, zaangażowanych w ekstremalne homoseksualne zachowania. Firma Mattel, będąca właścicielem koncesji na Masters Of The Universe, usłyszała o tym i nakazała Margerze wstrzymać zamówienia i wyedytować DVD, zamieniając ten film na materiał skateboardingowy.
- Gitarzysta CKY Chad Ginsburg, wielki fan punk-rockowca G.G. Allina, pewnego dnia odwiedził jego grób, a następnie, po skonsumowaniu całej butelki bourbonu Jim Beam (ulubionego trunku Allina), oddał mocz na nagrobek i zostawił płytę Infiltrate•Destroy•Rebuild ze swoim autografem (płyta została później skradziona).
- Pod koniec numeru "lil key key", wykonywanego przez Chrisa Raaba, znajdował się "Sekretny Easter Egg", który również został wycięty w 2003 roku z niewiadomych przyczyn.